# Dũng sĩ
Dũng sĩ (Hán tự: 勇士) là những người mang trong mình dũng khí và là biểu tượng đề cao lòng dũng cảm của các dân tộc thuộc nền văn hóa Đông Á. Dũng sĩ cũng được gọi là yongsa (용사 (dũng sĩ)) trong tiếng Hàn và yuusha (勇者 (dũng giả)) trong tiếng Nhật.
Trong tiếng Anh, thuật ngữ dũng sĩ thường được dịch là hero (anh hùng), điều này thường gây sự nhầm lẫn vì trong tiếng Anh không có từ ngữ cụ thể để phân biệt hai khái niệm dũng sĩ và anh hùng.

## Trong quan niệm truyền thống
Ở các dân tộc du mục Châu Á, dũng sĩ là một danh hiệu vinh dự dành cho những chiến binh, thể hiện đây là chiến binh mạnh mẽ, can đảm và thiện chiến nhất. Dũng sĩ là danh hiệu của người Mông Cổ (tiếng Mông Cổ: Bạt Đô - Бат Хаан/Batu trong đó từ Бат có nghĩa là mạnh mẽ, dũng cảm, phát âm tương đồng với từ Баb có nghĩa là hổ), Đại hãn Bạt Đô được đặt tên theo danh hiệu này hay Dã Tốc Cai, cha của Thành Cát Tư Hãn cũng có danh hiệu là dũng sĩ.
Người Mãn Châu cũng có danh hiệu dũng sĩ, gọi là Ba Đồ Lỗ (Baturu). Trong thời kỳ đầu của nhà Thanh, những vị Đại hãn đứng đầu tộc Mãn Châu hay những quý tộc Mãn Châu cũng được tôn xưng như những Mãn Châu đệ nhất dũng sĩ hay Bát kỳ đệ nhất dũng sĩ như Nỗ Nhĩ Cáp Xích, Hoàng Thái Cực, Chử Anh… và sau này là Ngao Bái.
Ở Nhật Bản, có Thập dũng sĩ là 10 Ninja tài nghệ dưới trướng của Sanada Yukimura. 
Ở Việt Nam, dũng sĩ cũng là danh xưng chỉ về những người có dũng khí, lòng dũng cảm trong xã hội đương thời, những người can đảm chống lại cái xấu, cái ác. Trong truyện cổ tích, dũng sĩ thường là những người lập được công lao như bắt thuồng luồng, giết mãng xà…. để cứu dân lành. Sau này tước hiệu Dũng sĩ diệt Mỹ còn được phong cho những anh hùng đã có công giết được nhiều lính Mỹ của quân đội Hoa Kỳ.

## Trong thể loại giả tưởng

### Trong các tác phẩm ACG
Dũng sĩ là một nghề hư cấu thường xuất hiện trong nhiều tác phẩm ACG khác nhau như anime, manga, phim hoạt hình, trò chơi điện tử (đặc biệt là thể loại RPG) và light novel. Dũng sĩ thường là nhân vật chính hoặc nhân vật chính thứ hai của những tác phẩm này và được các nhân vật khác trong tác phẩm coi là anh hùng, một nhân vật huyền thoại và được coi là đỉnh cao của nghề nghiệp trong thế giới giả tưởng. Tuy nhiên cũng có sự khác biệt về dũng sĩ ở các tác phẩm khác nhau.
Dũng sĩ thường là thủ lĩnh của đội mạo hiểm giả, có kĩ năng lãnh đạo, kĩ năng sử dụng vũ khí của chiến binh, thể chất tốt và nhiều khả năng khác. Dũng cũng có thể học ma thuật, trình độ về ma thuật của dũng sĩ có thể không cao bằng ma thuật sư, nhưng một số loại ma thuật chỉ có thể được dùng bởi dũng sĩ. Họ thường mặc áo giáp, mang vũ khí là gươm giáo hoặc khiên, dẫn dắt các đồng đội đi chu du khắp nơi và chiến đấu với nhiều loại quái vật khác nhau. Do tính chất phiêu lưu mạo hiểm, họ thường xuyên đối mặt với các chủng tộc khác nhau như goblin, orc, ogre, elf, tinh linh, pixie, tiên tộc... hoặc nhiều thế lực mạnh mẽ như vua chúa, quý tộc, các nhóm tôn giáo. Dũng sĩ thường nhận ủy thác và tiền thưởng từ hiệp hội mạo hiểm giả, thường dân, các quốc gia và thậm chí cả các vị thần linh. Quỷ và ác ma đôi khi cố gắng dụ dỗ họ trở thành thuộc hạ, nhưng mục đích của dũng sĩ thường là quyết tâm đánh bại Ma vương để bảo vệ nhân loại.
Trong một số anime hoặc light novel của Nhật Bản, cốt truyện thường gặp là cuộc đối đầu giữa dũng sĩ và ma vương, thậm chí họ còn trở thành người yêu của nhau, chẳng hạn như "Maoyu" và " Ma vương đi làm!".